# Edith Hahn Beer
Edith Hahn Beer (Vienna, 24 gennaio 1914 – 17 marzo 2009) è stata una scrittrice austriaca.

## Biografia
Prima delle tre figlie di Leopold Hahn, ristoratore, e Klothilde Hahn, sarta, fu un'ebrea sopravvissuta all'Olocausto nascondendo la sua identità e sposando un ufficiale nazista.
Frequentò l'università ma non le fu permesso di ottenere la laurea in giurisprudenza per le sue origini ebraiche.
Nel 1941 venne mandata nella piantagione di Osterburg con altre donne ebree a lavorare i campi. Dopo mesi di stenti e fatica, Edith, con alcune sue compagne di Osterburg, fu portata a lavorare in una cartiera ad Aschersleben, dove rimase per circa 8 mesi.
Un giorno seppe che il 9 giugno 1942 sua madre sarebbe stata deportata in Polonia ed Edith chiese alla sua sorvegliante e alla polizia di poterla raggiungere. Il permesso dalla Gestapo di Aschersleben e i documenti speciali per farla viaggiare in treno arrivarono tuttavia solo il 21 giugno 1942.
A Vienna, anche ad Edith arrivò dunque l'avviso che si sarebbe dovuta presentare per essere deportata, ma non lo fece, e per qualche settimana visse come fuggiasca nel terrore di essere arrestata assieme a coloro che la nascondevano. Quando aveva deciso di presentarsi, si recò per un ultimo saluto da Maria Niederall (chiamata Frau Doktor), ex datrice di lavoro di una sua compagna di Osterburg che l'aveva aiutata in precedenza e che l'aiutò nuovamente.
Edith, usando una copia dei documenti della sua amica Christina Margarethe Denner, si nascose così a Monaco, dove incontrò Werner Vetter, futuro ufficiale, che divenne suo marito.
Dal marito ebbe la figlia, Angelika Maria Vetter (ora Angela Maria Schluter).
Dopo la guerra, Edith lavorò come giudice (anche al processo di Norimberga).
Nel 1947 divorziò da Werner Vetter e in seguito fuggì dalla Germania per trasferirsi in Inghilterra, dove sposò nel 1957 Fred Beer, anche lui ebreo sopravvissuto alla seconda guerra mondiale. Fred Beer morì nel 1984.
Nel 1987 Edith Hahn Beer si è trasferita a Netanya, in Israele, dove ha vissuto fino al 17 marzo 2009, data della sua dipartita.
Dal 1997 il suo archivio di lettere, foto e documenti è custodito presso l'Holocaust Memorial Museum negli Stati Uniti.
Nel 1999, con l'aiuto della scrittrice Susan Dworkin, ha pubblicato The Nazi Officer's Wife: How One Jewish Woman Survived the Holocaust, libro che racconta come sia sopravvissuta all'Olocausto.
In Italia il libro è stato pubblicato nel 2003 da Garzanti con il titolo La moglie dell'ufficiale nazista.